# 奥古斯特·威廉·施莱格尔

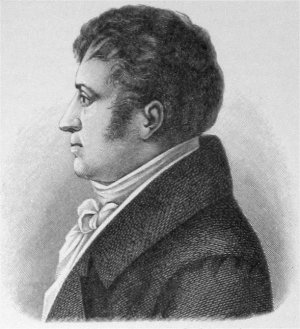
奥古斯特·威廉·施莱格尔

奥古斯特·威廉·施莱格尔（德語：August Wilhelm Schlegel，1767年9月8日—1845年5月12日），德国诗人、翻译家及批评家，并且是德国浪漫主义最杰出的领导者之一，他所翻译的莎士比亚使得该作家的作品成为了德语经典著作。